# ملیسا مایزلز
ملیسا مایزلز (انگلیسی: Melissa Maizels؛ زادهٔ ۱۰ مهٔ ۱۹۹۳) بازیکن فوتبال اهل استرالیا است.